# 筋断裂

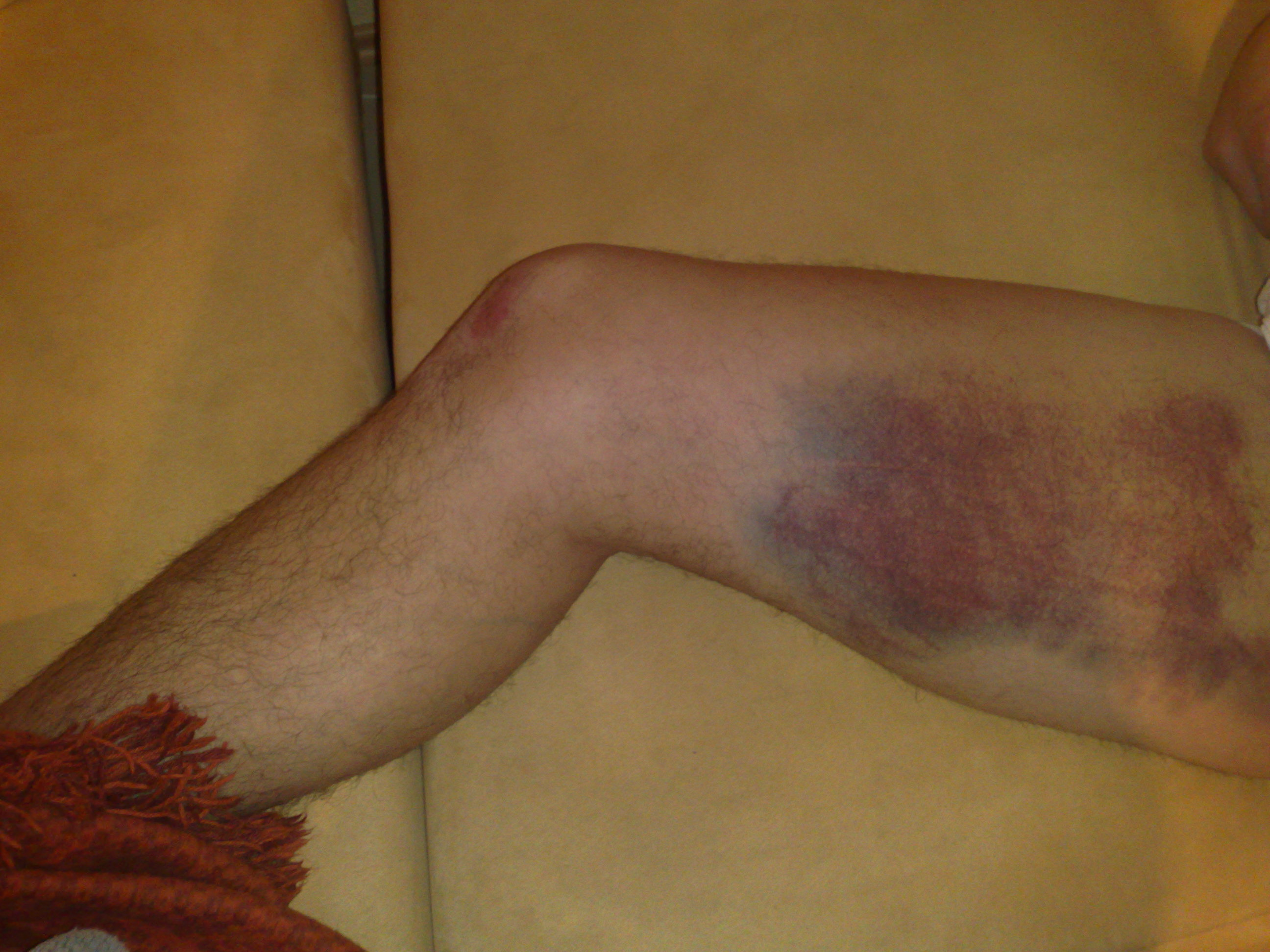
大腿内転筋の筋線維が完全に断裂

筋断裂（きんだんれつ、英：rupture of the muscle, myorrhexis、独：Muskelzerreißung, Muskelriss）は、筋肉が完全に断裂した状態である。一方で筋線維の一部もしくは筋肉の膜が断裂した状態を筋損傷、筋膜断裂という。一般的に肉離れと呼ばれるものは筋損傷、筋膜断裂であり、筋断裂とは区別の基準があるが、しばしば混同される。

## 概要
筋断裂は、加齢的変化、筋肉疲労、職業的因子、全身あるいは局所の病的状態などが素因となる。強く収縮している筋肉に主として介達外力が突然に加わり、伸展を強制された時に起こりやすい。
腓腹筋、下腿伸筋、上腕二頭筋、母指伸筋の順に多く発生する。この他、棘上筋、上腕三頭筋、腹直筋、大腿内転筋、指伸筋にも起こる。症状として、炸裂音とともに突発性の激痛、脱力感、断裂部の陥没、腫脹、皮下出血、筋力低下などが見られる。

### 治療
筋断裂はスポーツ選手などにも多く起こるが、スポーツ競技における事例では事前に十分なストレッチを行うことが予防策として重要である。断裂発生後は、受傷機転、症状、所見を参考に診断を行い、部分断裂（筋損傷）では副子固定を施して筋を安静に保つのに対し、完全断裂（筋断裂）では主に手術的に修復する。